# Palæotyp
Palæotyper er 'gamle tryk', bogtrykkerkunstens ældste frembringelser til omkring 1500, i Danmark for bøger før 1551.
Det internationalt anvendt udtryk for tidlige tryk før 1501 er nu inkunabler, "vuggetryk" (af lat. cuna). I Danmark findes der imidlertid kun få af disse bøger, og da man kan have interesse i at beskæftige sig med 'gamle tryk' kan udtrykket palæotyper anvendes til at udvide den periode der bruges. Man har således på Det Kongelige Bibliotek brugt udtrykket "inkunabler og palæotyper" om dele af grev Otto Thotts (d. 1785) bogsamling, som blev overdraget biblioteket. Thott brugte 1530 som grænse; Nu anvendes i Danmark 1550, dvs. bøger fra før 1551.
Omkring 1920 satte man antallet af kendte palæotyper til ca. 35.000 forskellige værker; langt den største samling findes i British Museum (1914: 11500 numre); i Norden er Det Kongelige Bibliotek i København det righoldigste på palæotyper (ca. 4000 numre).
Det videnskabelige studium af palæotyper grundlagdes ved midten af det 19. århundrede af englænderen Henry Bradshaw ved indførelsen af den typesammenlignende metode. Det udvikledes videre af hans landsmand Robert Proctor (1868-1903)
(An Index to the early printed books in the British Museum, London, 1898-1906) og tyskeren Konrad Haebler (Typenrepertorium der Wiegendrucke, Halle 1905-22).
I Norden var H.O. Lange i Danmark og Isak Collijn (1875-1949) i Sverige fremragende palæotypforskere, medens Lauritz Nielsen har bragt metoden i anvendelse over for senere tiders tryk (Boghistoriske Studier til dansk Bibliografi, København 1923).
1904 nedsattes i Berlin en "Kommission für den Gesamtkatalog der Wiegendrucke", der har udarbejdet faste regler for beskrivelsen af palæotyper; dens mål var tilvejebringelsen af et trykt katalog over samtlige eksisterende palæotyper.